# 帕倫克 (聖伊薩貝爾區)
帕倫克（西班牙語：Palenque），是巴拿馬的城鎮，位於該國中部，由科隆省的聖伊薩貝爾區負責管轄，面積62.8平方公里，海拔高度0米，2010年人口404，人口密度每平方公里6.4人。